# Tchécoslovaquie aux Jeux olympiques d'hiver de 1956
Cet article contient des informations sur la participation et les résultats de la Tchécoslovaquie aux Jeux olympiques d'hiver de 1956, qui ont eu lieu à Cortina d'Ampezzo en Italie.

## Résultats

### Combiné nordique
Les deux épreuves sont du saut à ski avec un tremplin normal (Trois sauts, les deux meilleurs sont comptabilisés et montrés ici.) et une course de ski de fond de 15 km.
| Athlète          | Épreuve    | Saut à ski | Saut à ski | Saut à ski | Saut à ski | Ski de fond | Ski de fond | Ski de fond | Total   | Total |
| Athlète          | Épreuve    | Distance 1 | Distance 2 | Points     | Rang       | Temps       | Points      | Rang        | Points  | Rang  |
| ---------------- | ---------- | ---------- | ---------- | ---------- | ---------- | ----------- | ----------- | ----------- | ------- | ----- |
| Vlastimil Melich | Individuel | 62,0 m     | 65,0 m     | 183,5      | 28         | 57 min 18   | 236,100     | 4           | 419,600 | 18    |
| Josef Nüsser     | Individuel | 68,0 m     | 65,5 m     | 189,5      | 25         | 59 min 28   | 227,800     | 13          | 417,300 | 22    |
| Vítězslav Lahr   | Individuel | 68,0 m     | 67,0 m     | 193,0      | 22         | 57 min 39   | 234,800     | 5           | 427,800 | 12    |

### Hockey sur glace
| Rang | Équipe          | PJ | V | D | N | BP | BC | Pts |
| ---- | --------------- | -- | - | - | - | -- | -- | --- |
| 1    | Tchécoslovaquie | 2  | 2 | 0 | 0 | 12 | 6  | 4   |
| 2    | États-Unis      | 2  | 1 | 1 | 0 | 7  | 4  | 2   |
| 3    | Pologne         | 2  | 0 | 2 | 0 | 3  | 12 | 0   |

| Rang | Équipe                     | PJ | V | D | N | BP | BC | Pts |
| ---- | -------------------------- | -- | - | - | - | -- | -- | --- |
| 1    | Union soviétique           | 5  | 5 | 0 | 0 | 25 | 5  | 10  |
| 2    | États-Unis                 | 5  | 4 | 1 | 0 | 26 | 12 | 8   |
| 3    | Canada                     | 5  | 3 | 2 | 0 | 23 | 11 | 6   |
| 4    | Suède                      | 5  | 1 | 3 | 1 | 10 | 17 | 3   |
| 5    | Tchécoslovaquie            | 5  | 1 | 4 | 0 | 20 | 30 | 2   |
| 6    | Équipe unifiée d'Allemagne | 5  | 0 | 4 | 1 | 6  | 35 | 1   |

#### Meilleurs pointeurs
| Rang | Équipe           | PJ | B | A | Pts |
| ---- | ---------------- | -- | - | - | --- |
| 8e   | Vlastimil Bubník | 7  | 5 | 4 | 9   |

| Effectif | Jan Vodička, Ján Jendek, Karel Gut, Jan Kasper, Václav Bubník, Jaromír Bünter, Slavomír Bartoň, Vlastimil Bubník, Bronislav Danda, Zdeněk Návrat, František Vaněk, Bohumil Prošek, Miroslav Klůc, Stanislav Bacílek, Vladimír Zábrodský, Otto Cimrman, Václav Pantůček |

### Patinage artistique
| Athlète     | FI | PL | Points | Places | Rang final |
| ----------- | -- | -- | ------ | ------ | ---------- |
| Karol Divín | 5  | 5  | 154,25 | 49,5   | 5          |

| Athlète              | FI | PL | Points | Places | Rang final |
| -------------------- | -- | -- | ------ | ------ | ---------- |
| Jindriska Kramperova | 21 | 17 | 136,67 | 209    | 20         |

| Athlètes                       | Points | Places | Rang |
| ------------------------------ | ------ | ------ | ---- |
| Věra Suchánková Zdeněk Doležal | 10,53  | 68,5   | 8    |

### Patinage de vitesse

#### Hommes
| Épreuve  | Athlète         | Course        | Course |
| Épreuve  | Athlète         | Temps         | Rang   |
| -------- | --------------- | ------------- | ------ |
| 500 m    | Jaroslav Doubek | 43 s 6        | 30     |
| 500 m    | Vladimír Kolář  | 43 s 5        | 28     |
| 500 m    | Bohumil Jauris  | 42 s 8        | 17     |
| 1 500 m  | Jaroslav Doubek | 2 min 19 s 2  | 39     |
| 1 500 m  | Vladimír Kolář  | 2 min 16 s 5  | 27     |
| 1 500 m  | Bohumil Jauris  | 2 min 13 s 6  | 15     |
| 5 000 m  | Vladimír Kolář  | 8 min 08 s 9  | 13     |
| 10 000 m | Bohumil Jauris  | 17 min 38 s 4 | 26     |
| 10 000 m | Vladimír Kolář  | 17 min 16 s 9 | 14     |

### Saut à ski
| Athlète         | Épreuve         | Saut 1   | Saut 1 | Saut 1 | Saut 2   | Saut 2 | Saut 2 | Total  | Total |
| Athlète         | Épreuve         | Distance | Points | Rang   | Distance | Points | Rang   | Points | Rang  |
| --------------- | --------------- | -------- | ------ | ------ | -------- | ------ | ------ | ------ | ----- |
| Jáchym Bulín    | Tremplin normal | 71,5 m   | 93,5   | 34     | 70,5 m   | 92,5   | 30     | 186,0  | 29    |
| Mojmír Stuchlík | Tremplin normal | 74,0 m   | 98,5   | 24     | 74,0 m   | 89,0   | 38     | 187,5  | 28    |

### Ski alpin

#### Hommes
| Athlète           | Épreuve      | Manche 1     | Manche 1 | Manche 2     | Manche 2 | Total        | Total |
| Athlète           | Épreuve      | Temps        | Rang     | Temps        | Rang     | Temps        | Rang  |
| ----------------- | ------------ | ------------ | -------- | ------------ | -------- | ------------ | ----- |
| Jaroslav Bogdálek | Descente     |              |          |              |          | Disqualifié  | –     |
| Vladimír Krajňák  | Descente     |              |          |              |          | Disqualifié  | –     |
| Evžen Čermák      | Descente     |              |          |              |          | 3 min 18 s 0 | 17    |
| Kurt Hennrich     | Descente     |              |          |              |          | 3 min 01 s 5 | 7     |
| Vladimír Krajňák  | Slalom géant |              |          |              |          | 3 min 31 s 0 | 38    |
| Kurt Hennrich     | Slalom géant |              |          |              |          | 3 min 30 s 4 | 36    |
| Evžen Čermák      | Slalom géant |              |          |              |          | 3 min 27 s 7 | 32    |
| Jaroslav Bogdálek | Slalom géant |              |          |              |          | 3 min 27 s 3 | 31    |
| Vladimír Krajňák  | Slalom       | Inconnu      | Inconnu  | Disqualifié  | –        | Disqualifié  | –     |
| Jaroslav Bogdálek | Slalom       | 2 min 00 s 4 | 44       | 2 min 06 s 9 | 22       | 4 min 07 s 3 | 29    |
| Kurt Hennrich     | Slalom       | 1 min 58 s 3 | 42       | 2 min 20 s 2 | 31       | 4 min 18 s 5 | 36    |
| Evžen Čermák      | Slalom       | 1 min 37 s 5 | 28       | 2 min 05 s 3 | 19       | 3 min 42 s 8 | 21    |

### Ski de fond
| Épreuve | Athlète         | Course        | Course |
| Épreuve | Athlète         | Temps         | Rang   |
| ------- | --------------- | ------------- | ------ |
| 15 km   | Jaroslav Cardal | 56 min 12     | 42     |
| 15 km   | Josef Prokeš    | 55 min 05     | 36     |
| 15 km   | Ilja Matouš     | 52 min 04     | 13     |
| 30 km   | Jaroslav Cardal | 1 h 51 min 05 | 18     |
| 30 km   | Josef Prokeš    | 1 h 50 min 49 | 16     |
| 30 km   | Ilja Matouš     | 1 h 48 min 12 | 10     |

| Athlètes                                               | Course        | Course |
| Athlètes                                               | Temps         | Rang   |
| ------------------------------------------------------ | ------------- | ------ |
| Emil Okuliár Vlastimil Melich Josef Prokeš Ilja Matouš | 2 h 24 min 54 | 8      |

| Épreuve | Athlète                | Course    | Course |
| Épreuve | Athlète                | Temps     | Rang   |
| ------- | ---------------------- | --------- | ------ |
| 10 km   | Eva Paulusová-Benešová | 43 min 42 | 28     |
| 10 km   | Olga Krasilová         | 43 min 10 | 25     |
| 10 km   | Libuše Patočková       | 41 min 52 | 19     |
| 10 km   | Eva Lauermanová        | 41 min 04 | 14     |

| Athlètes                                                | Course        | Course |
| Athlètes                                                | Temps         | Rang   |
| ------------------------------------------------------- | ------------- | ------ |
| Eva Paulusová-Benešová Libuše Patočková Eva Lauermanová | 1 h 14 min 19 | 6      |